# Quốc kỳ Việt Nam
Quốc kỳ nước Cộng hòa Xã hội chủ nghĩa Việt Nam (còn gọi là "Cờ đỏ sao vàng" hay "Cờ Tổ quốc"), nguyên gốc là quốc kỳ của Việt Nam Dân chủ Cộng hòa, được ra đời và xuất hiện lần đầu vào năm 1940, sau đó chính thức trở thành quốc kỳ Việt Nam Dân chủ Cộng hòa vào tháng 9 năm 1945. Sau khi chiến tranh Việt Nam kết thúc và hai miền thống nhất, Cờ đỏ sao vàng tiếp tục trở thành quốc kỳ Cộng hòa Xã hội chủ nghĩa Việt Nam thông qua Kỳ họp thứ nhất, Quốc hội Việt Nam khóa VI. Thiết kế của lá cờ có hình chữ nhật, chiều rộng bằng ⅔ chiều dài, nền đỏ, ở giữa là ngôi sao vàng năm cánh lớn. Ý nghĩa của lá cờ với nền màu đỏ tượng trưng cho màu của cách mạng, máu của các anh hùng, ngôi sao vàng tượng trưng cho linh hồn dân tộc và năm cánh sao tượng trưng cho năm tầng lớp tham gia cách mạng sĩ, nông, công, thương, binh cùng đoàn kết kháng chiến.

## Lịch sử

### Thời phong kiến
Quốc kỳ là lá cờ đại diện cho chủ quyền quốc gia, xuất hiện trước tiên ở các quốc gia chủ quyền phương Tây cận đại. Trước thế kỷ XX ở Việt Nam không tồn tại khái niệm "quốc kỳ". Thời bấy giờ, cờ của hoàng gia hoặc hoàng đế được coi là biểu tượng chung của cả quốc gia đó.

### Liên bang Đông Dươngthuộc Pháp(1883–1945)

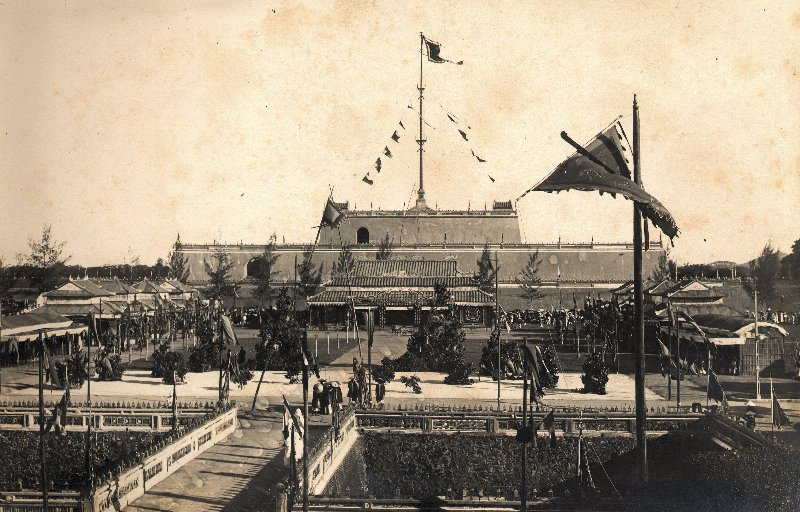
Cột cờ Huế, 1924.

Trong thời kỳ Pháp thuộc, Nam Kỳ là thuộc địa nên treo cờ tam tài của Pháp. Hai xứ bảo hộ Trung Kỳ và Bắc Kỳ treo cờ Bảo hộ màu vàng, ở góc trên bên trái có cờ tam tài của Pháp từ khoảng năm 1900. Vào đầu thập niên 1940, cờ Long tinh với nền màu vàng, ở giữa có dọc màu đỏ, thiết kế theo mẫu dải băng đeo của Đại Nam Long tinh được đặt làm quốc kỳ của Đại Nam.

Cờ Bảo hộ tại Trung Kỳ và Bắc Kỳ
Cờ Long tinh, Quốc kỳ Đại Nam

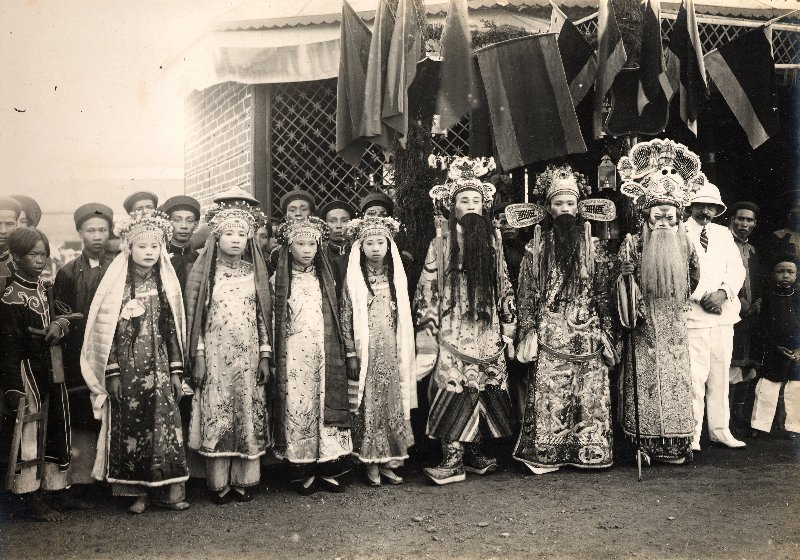
Gánh hát Nam Định trong lễ Tứ tuần Khánh thọ của Hoàng đế Khải Định, sau lưng là cờ long tinh. Ảnh chụp năm 1924.

### Đế quốc Việt Nam(1945)

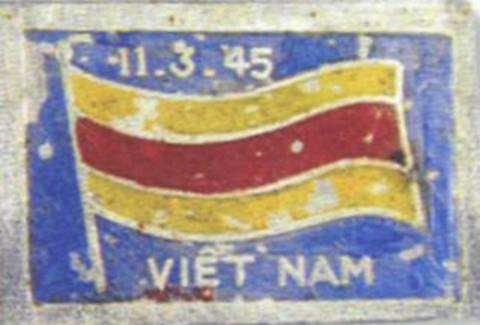
Tem in hình cờ Long tinh, mừng nền độc lập của Đế quốc Việt Nam ngày 11 tháng 3 năm 1945.

Sau khi Đế quốc Nhật đảo chính thực dân Pháp, ngày 11 tháng 3 năm 1945, Hoàng đế Bảo Đại tuyên bố Đế quốc Việt Nam độc lập, cộng tác với Nhật Bản trong Khối Đại Đông Á. Ông tuyên bố hủy bỏ Hòa ước Quý Mùi 1883 và Hòa ước Giáp Thân 1884. Chính phủ mới được thành lập ngày 17 tháng 4 năm 1945, đứng đầu là học giả Trần Trọng Kim. Ngày 12 tháng 6, Hoàng đế Bảo Đại ký Dụ số 52 khẳng định quốc hiệu là Việt Nam và quy định quốc kỳ mới là cờ quẻ Ly. Cờ này cũng nền vàng, ở chính giữa có một quẻ Ly màu đỏ. Quẻ Ly là 1 trong 8 quẻ của bát quái và gồm một vạch liền, một vạch đứt và một vạch liền; bề dài của các vạch này bằng 2 phần 3 bề dài chung của lá cờ.
Tác giả lá cờ là Lê Quý Trinh. Ông giải thích quẻ Ly "ứng vào phương Nam", là biểu hiện của sự "sốt sắng, mãnh liệt, [...] tiến bộ, văn minh".

Cờ quẻ Ly của Đế quốc Việt Nam (12 tháng 6 – 25 tháng 8 năm 1945)

### Việt Nam Dân chủ Cộng hòa(2 tháng 9năm1945– 1976)

Ban đầu là hiệu kỳ của Mặt trận Việt Minh giai đoạn 1940-1945, sau trở thành quốc kỳ Việt Nam Dân chủ Cộng hòa giai đoạn 1945-1955.

Quốc kỳ Việt Nam Dân chủ Cộng hòa giai đoạn 1955-1976.

Quốc kỳ Việt Nam Dân chủ Cộng hòa lấy mẫu từ hiệu kỳ Cờ đỏ sao vàng (hay còn gọi là Cờ sao mai) của Mặt trận Việt Minh ở Bắc kỳ từ trước tháng 8 năm 1945. Lá cờ đỏ sao vàng hiện nay được ghi nhận xuất hiện lần đầu tiên trong sự kiện Nam Kỳ khởi nghĩa ngày 23 tháng 11 năm 1940.
Theo Võ Nguyên Giáp, hiệu kỳ này lần đầu do Hồ Chí Minh sử dụng tại buổi mở lớp "Con đường giải phóng" huấn luyện cán bộ chuẩn bị thành lập mặt trận đại đoàn kết dân tộc vào cuối năm 1940, và được chính thức treo lần đầu tiên vào ngày "19 tháng 5 năm 1941, lá cờ được treo giữa hang Pắc Bó, khai mạc Hội nghị thành lập Việt Nam Độc lập Đồng minh Hội". Vào năm 1944, Văn Cao sáng tác Tiến quân ca, tuy trong ca khúc có những câu như "...Cờ in máu chiến thắng mang hồn nước,... Sao vàng phấp phới..." nhưng lúc đó ông cũng chưa thấy lá cờ mà chỉ tưởng tượng ra. Ngày 22 tháng 12 năm 1944, lá cờ đỏ sao vàng được Hồ Chí Minh trao cho Võ Nguyên Giáp làm lễ khai sinh Đội Việt Nam Tuyên truyền Giải phóng quân.
Lá cờ đỏ sao vàng được lực lượng Việt Minh sử dụng hiệu triệu nhân dân đấu tranh giành độc lập dân tộc. Tháng 8 năm 1945, Quốc dân Đại hội Tân Trào đã quyết nghị lấy cờ đỏ sao vàng làm quốc kỳ của nước Việt Nam độc lập. Trong thời gian Cách mạng Tháng Tám, tại Bắc Bộ và Trung Bộ, nhân dân hầu hết các nơi dưới sự lãnh đạo của Việt Minh sử dụng lá cờ này. Riêng tại một số nơi Nam Bộ, Thanh niên Tiền phong là tổ chức chính tham gia giành chính quyền, lúc này đã gia nhập Việt Minh nên tùy từng nơi sử dụng lá cờ đỏ sao vàng, hay sử dụng cả hai lá cờ (của Việt Minh và lực lượng Thanh niên Tiền phong) hay sử dụng cờ vàng sao đỏ của Thanh niên tiền phong, hoặc kết hợp với cờ búa liềm của Đảng Cộng sản Đông Dương.
Sau khi giành được chính quyền, thì cờ Việt Minh được sử dụng biểu tượng một nước Việt Nam mới. Ngày 2 tháng 9 năm 1945, cờ đỏ sao vàng chính thức xuất hiện trong buổi lễ Tuyên bố độc lập tại quảng trường Ba Đình. Ngày 5 tháng 9 năm 1945, Chủ tịch Chính phủ lâm thời Việt Nam Dân chủ Cộng hòa Hồ Chí Minh ký sắc lệnh quyết định quốc kỳ Việt Nam là cờ đỏ sao vàng. Trong cuộc họp Quốc hội khóa I đã thông qua quy định cụ thể về quốc kỳ vào ngày 2 tháng 3 năm 1946, Chủ tịch Hồ Chí Minh nói: "Lá cờ đỏ sao vàng đã thấm máu đồng bào ta trong Nam Kỳ khởi nghĩa 1940. Chính lá cờ này đã cùng phái đoàn Chính phủ đi từ châu Á sang châu Âu, từ châu Âu về châu Á; cờ đã có mặt trên khắp đất nước Việt Nam. Vậy thì trừ 25 triệu đồng bào, còn không ai có quyền thay đổi quốc kỳ và quốc ca".
Theo cuốn Hồ Chí Minh, của tác giả Yevgeny Kobelev, Progress Publishers (1989 Moscow) thì câu nói tương tự trên của Hồ Chí Minh tại kỳ họp lần thứ hai Quốc hội, trước đó tại kỳ họp thứ nhất các đại biểu Việt Quốc và Việt Cách có ý kiến thay đổi cờ vì nó có màu đỏ giống với cờ Quốc tế cộng sản vốn xa lạ với tinh thần dân tộc của người Việt Nam, và lặp lại tại kỳ họp thứ hai. Trả lời những ý kiến này, Hồ Chí Minh cho biết màu đỏ chính là tượng trưng cho máu của những người chiến đấu vì nền độc lập của đất nước, và chỉ có trưng cầu ý kiến toàn dân thì mới có quyền thay đổi cờ. Câu nói nguyên văn (tạm dịch từ bản tiếng Anh): "Đó là sự thật, một số thành viên chính phủ trước đó đã muốn thay đổi màu sắc cờ của quốc gia, và chúng tôi thực sự muốn để gửi câu hỏi này cho Ban thường vụ Quốc hội. Tuy nhiên, có nhiều thay đổi kể từ cơ thể con người. Đỏ của chúng ta với một ngôi sao vàng tượng trưng cho máu của hàng ngàn người chiến đấu ở Nam Bộ và Nam Trung Bộ. Nó đã được nhìn thấy ở châu Âu và trở lại tới châu Á và đã được chào mừng với sự tôn kính ở khắp mọi nơi. Và ngày hôm nay, không có một người Việt nào ngoài 25.000.000 đồng bào có quyền thay đổi lá cờ này".
Kỳ họp thứ I, Quốc hội khoá I nước Việt Nam Dân chủ Cộng hòa, ngày 2 tháng 3 năm 1946 một đại biểu nêu ý kiến: "Hiện nay lá quốc kỳ của ta chưa có. Lá cờ nền đỏ sao vàng chỉ là tạm thời, nếu đem ra bắt quốc dân công nhận sợ đó là sự bắt ép. Vậy ta cứ tạm nhận lá cờ ấy và giao cho tiểu ban dự thảo hiến pháp nghiên cứu sau, cả quốc ca cũng vậy." Đa số đại biểu tán thành với đề nghị này. Ngày 9 tháng 11, Hiến pháp Việt Nam Dân chủ Cộng hòa 1946 được thông qua, trong đó xác nhận lá cờ đỏ sao vàng.
Sau năm 1954, Hiến pháp Việt Nam Dân chủ Cộng hòa 1959 cũng xác nhận lại cờ đỏ sao vàng là cờ của Việt Nam Dân chủ Cộng hòa. Sau khi Việt Nam thống nhất năm 1976, lá cờ này được sử dụng làm quốc kỳ của Cộng hòa Xã hội chủ nghĩa Việt Nam cho đến tận ngày nay.

## Những lá cờ chỉ tồn tại trong một khu vực

### Cộng hòa tự trị Nam Kỳ (1946–1948)

Quốc kỳ Cộng hòa tự trị Nam Kỳ.

Sau khi quân đội Đế quốc Nhật Bản đầu hàng khối Đồng Minh (bao gồm cả Việt Minh), lãnh thổ Việt Nam được Đế quốc Nhật Bản trao cho Việt Minh. Sau này, với lý do giải giáp quân đội Đế quốc Nhật Bản, quân đội Anh tiến vào miền Nam Việt Nam (từ vĩ tuyến 16). Sau đó, Anh đã nhượng lại quyền kiểm soát cho Pháp. Chính quyền Pháp đã ra sức cổ súy một phong trào gọi là Nam Kỳ tự trị. Ngày 26 tháng 3 năm 1946, Cộng hòa Tự trị Nam Kỳ (tiếng Pháp: République de Cochinchine) đã được Pháp dựng lên. Từ ngày 1 tháng 6, quốc gia này dùng quốc kỳ nền vàng, với 3 sọc xanh chen 2 sọc vàng vắt ngang ở giữa. Hình dạng lá cờ có ý nghĩa biểu trưng cho ba con sông Đồng Nai, Tiền Giang và Hậu Giang trên đất Nam Kỳ.
Lá cờ này chỉ tồn tại được 2 năm do chính quyền Cộng hòa tự trị Nam Kỳ giải thể và sáp nhập vào Quốc gia Việt Nam do Quốc trưởng Bảo Đại đứng đầu (2 tháng 6 năm 1948).

### Khu tự trị Thái(1948–1955)

Quốc kỳ Khu tự trị Thái.

Vào cuối thập niên 1940 khi tình hình Chiến tranh Đông Dương ngày càng lan rộng, người Pháp quyết định tách xứ Thái ra khỏi Bắc Kỳ và chính thức thiết lập Khu tự trị Thái vào tháng 7 năm 1948. Nằm trong đơn vị này là các sắc dân Lô Lô, Khơ Mú, Dao và H'Mông đều thuộc quyền cai quản của lãnh chúa Thái. Chủ tâm của người Pháp là để tranh thủ sự ủng hộ của dân địa phương trong khi đánh dẹp Việt Minh. Khu tự trị Thái bao gồm tỉnh Lai Châu, Sơn La và Phong Thổ. Thủ phủ đặt ở thị xã Lai Châu (nay là thị xã Mường Lay). Tiếng Thái và tiếng Pháp là 2 ngôn ngữ chính thức của xứ Thái.
Quốc kỳ của Liên bang Thái tự trị được ấn định vào ngày 4 tháng 3 năm 1948, tỉ lệ 2:3 với sọc trắng chen giữa 2 sọc lam, chính giữa sọc trắng có thêm ngôi sao đỏ 16 cánh (ban đầu là 12 cánh). Kết cấu lá cờ dựa trên quốc kỳ Pháp, màu sắc lấy từ trang phục lễ hội của phụ nữ Thái Đen (Táy Đăm), ngôi sao 16 cánh tượng trưng cho 16 châu liên minh. Trong khoảng 1946–1949, lá cờ này được sử dụng làm chiến kỳ của binh sĩ người Thái trong quân đội Pháp.
Năm 1950, dưới chính thể Quốc gia Việt Nam của Quốc trưởng Bảo Đại, chiếu theo Dụ số 6 ký ngày 15 tháng 4 thì Khu tự trị Thái được gom vào cùng với tỉnh Hải Ninh và Xứ Thượng Nam Đông Dương ở Cao nguyên Trung phần để thành Hoàng triều Cương thổ (tiếng Pháp: Domaine de la Couronne). Theo đó thì xứ Thái có vị khâm mạng cai trị nhân danh hoàng đế Bảo Đại. Khi người Pháp thất trận tại Đông Dương thì thực thể này tan rã.

### Quốc gia Việt Nam(1949–1955) vàViệt Nam Cộng hòa(1949–1975)

Cờ vàng ba sọc đỏ (quốc kỳ Quốc gia Việt Nam và Việt Nam Cộng hòa)

Nhiều nguồn cho rằng cờ này do họa sĩ Lê Văn Đệ vẽ và đã trình cho vua Bảo Đại chọn trong một phiên họp ở Hồng Kông năm 1947, với ý nghĩa màu vàng và đỏ của lá cờ vì người Việt Nam "da vàng máu đỏ" và 3 sọc tượng trưng cho 3 miền Bắc, Trung, Nam. Nguồn khác thì cho rằng lá cờ do Trần Văn Đôn và Lê Văn Kim đề xuất với Nguyễn Văn Xuân vào một hội nghị năm 1948, với ý nghĩa "ba sọc đỏ tượng trưng dòng máu dân của ba miền". Cờ có nền vàng với 3 sọc đỏ và 2 sọc vàng chen nhau nằm vắt ngang ở giữa, tượng trưng cho quẻ Càn trong Bát Quái, màu vàng thuộc hành thổ và ở vị trí trung ương thể hiện cho chủ quyền quốc gia, màu đỏ thuộc hành hỏa và chỉ phương Nam. Bề ngang của mỗi sọc đỏ và vàng này bằng nhau và bề ngang chung của 5 sọc bằng ⅓ bề ngang chung của lá cờ.
Ngày 2 tháng 6 năm 1948, Chính phủ Trung ương lâm thời Việt Nam của Thủ tướng Nguyễn Văn Xuân chính thức dùng lá cờ vàng ba sọc đỏ làm quốc kỳ. Lá cờ vàng ba sọc đỏ sau này tiếp tục là quốc kỳ dưới thời Quốc gia Việt Nam (1949–1955), và sau đó là quốc kỳ cho suốt thời Đệ Nhất và Đệ Nhị Việt Nam Cộng hòa (1955–1975).
Ông Đỗ Mậu, trong cuốn Tâm thư (Hòa Trân và Thân Hữu xuất bản, Houston, Mỹ, 1995), cho biết Việt Nam Cộng hòa sau khi thành lập đã kế thừa luôn cờ của Quốc gia Việt Nam, không có văn kiện nào của Tổng thống Ngô Đình Diệm ký hợp thức hóa lá cờ vàng ba sọc đỏ làm quốc kỳ Việt Nam Cộng hòa, cũng chẳng thấy văn kiện nào của quốc hội biếu quyết về lá cờ đó. Cũng trong sách đã dẫn, Đỗ Mậu cho biết tình cờ đọc thấy “một tác phẩm của Tiziano Terzani cho biết linh mục Thanh là tác giả đã vẽ nên lá cờ ba sọc tượng trưng cho ba miền - nhưng “cũng có nghĩa là Chúa Ba Ngôi (Chúa cha, Chúa con và thánh thần) như “ông (linh mục Thanh) đã có lần giải nghĩa cho tôi (Terzani) nghe thế”.
Đỗ Mậu viết: “Như vậy, người vẽ ra lá cờ vàng ba sọc đỏ là Linh mục dòng Tên: Trần Hữu Thanh, người chấp nhận là quốc trưởng Bảo Đại... người ký pháp quy tạm thời cho thi hành treo quốc kỳ vàng ba sọc đỏ và bài quốc ca của Lưu Hữu Phước vào ngày 1 tháng 6 năm 1948 là thủ tướng dân Tây Nguyễn Văn Xuân có vợ đầm, có đổng lý văn phòng phủ thủ tướng của mình là ông Tây André Bauvais. Người đề nghị lấy lá cờ vàng ba sọc đỏ thay lá cờ quẻ Ly là André Trần Văn Đôn... Tôi chẳng thấy có chỗ nào là có tính dân chủ hoặc biểu quyết cả... và cũng chẳng thấy chỗ nào là biểu tượng quốc gia”. Thời Ngô Đình Diệm dự định thay lá cờ này và đã tuyển 350 mẫu cờ của 350 người dự thi, nhưng không chọn được mẫu cờ thay thế nào cả.
Hiện nay, lá cờ này không được phép sử dụng tại Việt Nam và cũng không được Liên Hợp Quốc và các quốc gia khác trên thế giới công nhận. Tuy nhiên lá cờ này qua Chiến dịch Cờ Vàng đã được chính quyền của một số thành phố và tiểu bang thuộc Hoa Kỳ coi như là "Lá Cờ Tự Do và Di Sản" (Heritage and Freedom Flag) và là biểu tượng cho cộng đồng người Mỹ gốc Việt tại địa phương. Tuy nhiên Bộ Ngoại giao Hoa Kỳ đã bày tỏ sự không đồng tình với tiến trình lập pháp công nhận cờ vàng ba sọc đỏ của một số bang và nêu rõ những hành động như vậy có thể gây hậu quả tiêu cực, làm "phương hại đến quan hệ ngoại giao giữa Hoa Kỳ và Việt Nam".
Trên mạng Internet hiện nay xuất hiện một số thông tin cho rằng lá cờ vàng 3 sọc này đã được vua Thành Thái (1889-1907) sử dụng như là quốc kỳ. Thông tin này xuất hiện sớm nhất trong bài "Quốc Kỳ Việt Nam: Nguồn Gốc và Lẽ Chính Thống" của Nguyễn Đình Sài, một thành viên cao cấp của tổ chức Việt Tân và nó được đăng trên trang web của Việt Tân tháng 9/2004. Ông Sài tuyên bố mình lấy thông tin này từ trang mạng Worldstatesmen của Ben Cahoon, nhưng thực tế trang web này không hề có thông tin như vậy. Giáo sư Nguyễn Ngọc Huy, từng nắm nhiều chức vụ giáo dục và chính trị quan trọng thời VNCH, khẳng định thông tin này là giả mạo, vì trước Đệ Nhị Thế Chiến thì Việt Nam không có quốc kỳ, và lá cờ vàng 3 sọc chỉ xuất hiện kể từ năm 1948. Trong rất nhiều hình ảnh trên mạng và trong sách báo cũng không thấy lá cờ vàng ba sọc nào xuất hiện trước năm 1948

### Mặt trận Dân tộc Giải phóng miền Nam Việt NamvàCộng hòa Miền Nam Việt Nam(1960-1976)
Trước khi Mặt trận Dân tộc Giải phóng miền Nam Việt Nam được thành lập, trong các phong trào đấu tranh của những người cộng sản tại miền Nam Việt Nam chống lại chính quyền Việt Nam Cộng hòa (tiêu biểu là phong trào Đồng khởi), hiệu kỳ cờ đỏ sao vàng thường được sử dụng để hiệu triệu dân chúng như một biểu tượng nhắc nhở về những thắng lợi trong cuộc Chiến tranh Đông Dương của Việt Minh.
Khi Mặt trận Dân tộc Giải phóng miền Nam Việt Nam thành lập vào ngày 20 tháng 12 năm 1960, với thành phần chủ chốt là lực lượng Việt Minh hoạt động ở miền Nam Việt Nam, với mục tiêu đấu tranh chính trị và vũ trang, chống Mỹ và tiến tới thống nhất đất nước, đã sử dụng hiệu kỳ cờ có nền gồm nửa trên màu đỏ, nửa dưới màu xanh, ở giữa là sao vàng.
Khi chính phủ Cộng hòa miền Nam Việt Nam được thành lập năm 1969 để đối trọng với chính phủ Việt Nam Cộng hòa, hiệu kỳ này được dùng làm quốc kỳ cho Cộng hòa miền Nam Việt Nam. Nó được sử dụng đến khi sáp nhập 2 nhà nước Việt Nam Dân chủ Cộng hòa và Cộng hòa miền Nam Việt Nam.
Theo một số văn bản của Ban Bí thư Trung ương Đảng Lao động Việt Nam ngày 30 tháng 4 năm 1975 và sau năm 1975 thì khi giải phóng Sài Gòn sử dụng cờ Chính phủ Cách mạng Lâm thời, ngày mừng chiến thắng sử dụng 2 cờ Cộng hòa Miền Nam Việt Nam và Việt Nam Dân chủ Cộng hòa; các ngày lễ sau đó cả hai miền sử dụng treo 2 cờ, miền Bắc cờ Mặt trận treo các công sở, cơ quan, còn ngày thường miền Nam sử dụng cờ Mặt trận.

## Thiết kế tiêu chuẩn
Quốc kỳ nước Cộng hòa xã hội chủ nghĩa Việt Nam có khung hình chữ nhật, chiều rộng bằng 2/3 chiều dài, nền cờ màu đỏ, ở giữa có ngôi sao vàng 5 cánh.
Tâm của ngôi sao vàng trùng với tâm hình chữ nhật (điểm giao nhau của 2 đường chéo hay điểm giao nhau giữa 2 đường thẳng nối trung điểm 2 cạnh đối nhau). Khoảng cách từ tâm ngôi sao đến đầu cánh sao bằng 1/5 chiều dài của Quốc kỳ. Một cánh sao có trục vuông góc với cạnh dài Quốc kỳ và hướng thẳng lên phía trên theo đầu cột treo Quốc kỳ (do vậy nếu treo hay giơ Quốc kỳ mà cánh sao này hướng xuống dưới thì coi như Quốc kỳ bị lộn ngược, nên cần phải chú ý).
Tạo hình ngôi sao: từ đầu cánh sao này đến đầu cánh sao đối diện là đường thẳng, không phình ở giữa, cánh sao không bầu. 2 mặt của Quốc kỳ đều có ngôi sao vàng trùng khít nhau. Nền Quốc kỳ màu đỏ máu, ngôi sao màu vàng tươi (không phải màu vàng kim, tuy nhiên trong tiếng Anh thì ngôi sao này hay được gọi là Gold star thay vì Yellow star).
| Bảng Phối Màu (ước lệ) | Đỏ            | Vàng         |
| ---------------------- | ------------- | ------------ |
| Pantone                | 1788          | Yellow       |
| Phối màu hấp thụ       | 0, 83, 87, 15 | 0, 0, 100, 0 |
| Phối màu phát xạ       | 218, 37, 29   | 255, 255, 0  |
| Hệ thập lục phân       | #da251d       | #ffff00      |

Trên thực tế, thiết kế tiêu chuẩn ở trên không được chú ý và thường xuyên bị vi phạm khi sản xuất hay vẽ lại quốc kỳ. Màu sắc chỉ được mô tả bằng chữ ("đỏ tươi" và "vàng", "vàng tươi"), không được chuẩn hóa nên các lá cờ thường xuyên xuất hiện với các sắc màu đậm nhạt ngẫu nhiên. Các lá cờ sử dụng tỉ lệ chiều dài/chiều rộng là 1/2 (thay vì tỉ lệ 2/3 đúng theo Hiến pháp và TCVN) hoặc các tỉ lệ "lệch chuẩn" khác cũng thường xuyên xuất hiện, ngôi sao cũng thường xuyên bị đặt lệch tâm cùng với kích thước của ngôi sao cũng hay được làm to nhỏ tùy hứng. "Lá cờ đỏ với ngôi sao vàng ở giữa" gần như là "tiêu chuẩn" duy nhất được ghi nhận khi thiết kế, sao chép và sản xuất lá cờ Việt Nam.

## Quốc kỳ hiện tại

Quốc kỳ CHXHCN Việt Nam dạng treo dọc, thường thấy tại các nơi công cộng

Năm 1976, sau khi Việt Nam thống nhất, Quốc hội Việt Nam khóa VI đã lấy quốc kỳ của Việt Nam Dân chủ Cộng hòa làm quốc kỳ của nước Cộng hòa xã hội chủ nghĩa Việt Nam với vài thay đổi nhỏ so với mẫu cờ nguyên thủy năm 1940. Đây chính là lá quốc kỳ chính thức đại diện cho nước Việt Nam thống nhất từ năm 1976 đến nay.

### Những giả thuyết về tác giả
Nguyên mẫu của quốc kỳ Việt Nam hiện nay được ghi nhận xuất hiện lần đầu tiên trong cuộc Nam Kỳ khởi nghĩa ngày 23 tháng 11 năm 1940. Tuy nhiên, dù đã tồn tại trong một thời gian dài nhưng tác giả của lá cờ vẫn không được xác định một cách chính xác.
Từ năm 1976, theo tìm hiểu của nhà văn Sơn Tùng, lá cờ này đã được dùng lần đầu tiên trong cuộc Nam Kỳ khởi nghĩa 1940 và tác giả là ông Nguyễn Hữu Tiến, lúc đó thường được gọi là "ông Hai Bắc Kỳ". Ông cũng ghi nhận hoàn cảnh ra đời của lá cờ là khoảng cuối năm 1940, phong trào kháng chiến chống Thực dân Pháp và Phát xít Nhật diễn ra mạnh mẽ ở các tỉnh Nam kỳ. Từ ngày 21 đến 23 tháng 9 năm 1940, Xứ ủy Nam kỳ họp mở rộng bàn kế hoạch khởi nghĩa. Để tiến tới khởi nghĩa, một vấn đề được đặt ra là cần có một lá cờ để khẳng định tổ chức, thống nhất hiệu lệnh chỉ huy và động viên quần chúng. Một đảng viên Cộng sản là Nguyễn Hữu Tiến, được giao nhiệm vụ thể hiện và mẫu cờ được ban lãnh đạo cuộc khởi nghĩa gồm Võ Văn Tần, Nguyễn Thị Minh Khai, Nguyễn Văn Cừ... chuẩn y ngay sau đó.
Tuy nhiên, trong công văn số 1393/VHTT-BTCM do Thứ trưởng Bộ Văn hóa – thông tin Lưu Trần Tiêu ký ngày 18 tháng 4 năm 2001 có ghi: "Tất cả các nguồn tài liệu hiện có tại Cục Lưu trữ Trung ương Đảng, tại Viện Lịch sử Đảng trực thuộc Học viện Chính trị quốc gia Hồ Chí Minh, tại Bảo tàng Cách mạng Việt Nam, Bảo tàng Hồ Chí Minh đều không có tài liệu nào chứng minh đồng chí Nguyễn Hữu Tiến là người vẽ lá cờ Tổ quốc".
Giả thuyết thứ hai mới đặt lại vấn đề tác giả lá cờ này trong thời gian gần đây và cho là ông Lê Quang Sô mới là tác giả và do Tỉnh ủy tại Mỹ Tho đề nghị đầu tiên.

## Treo rủ

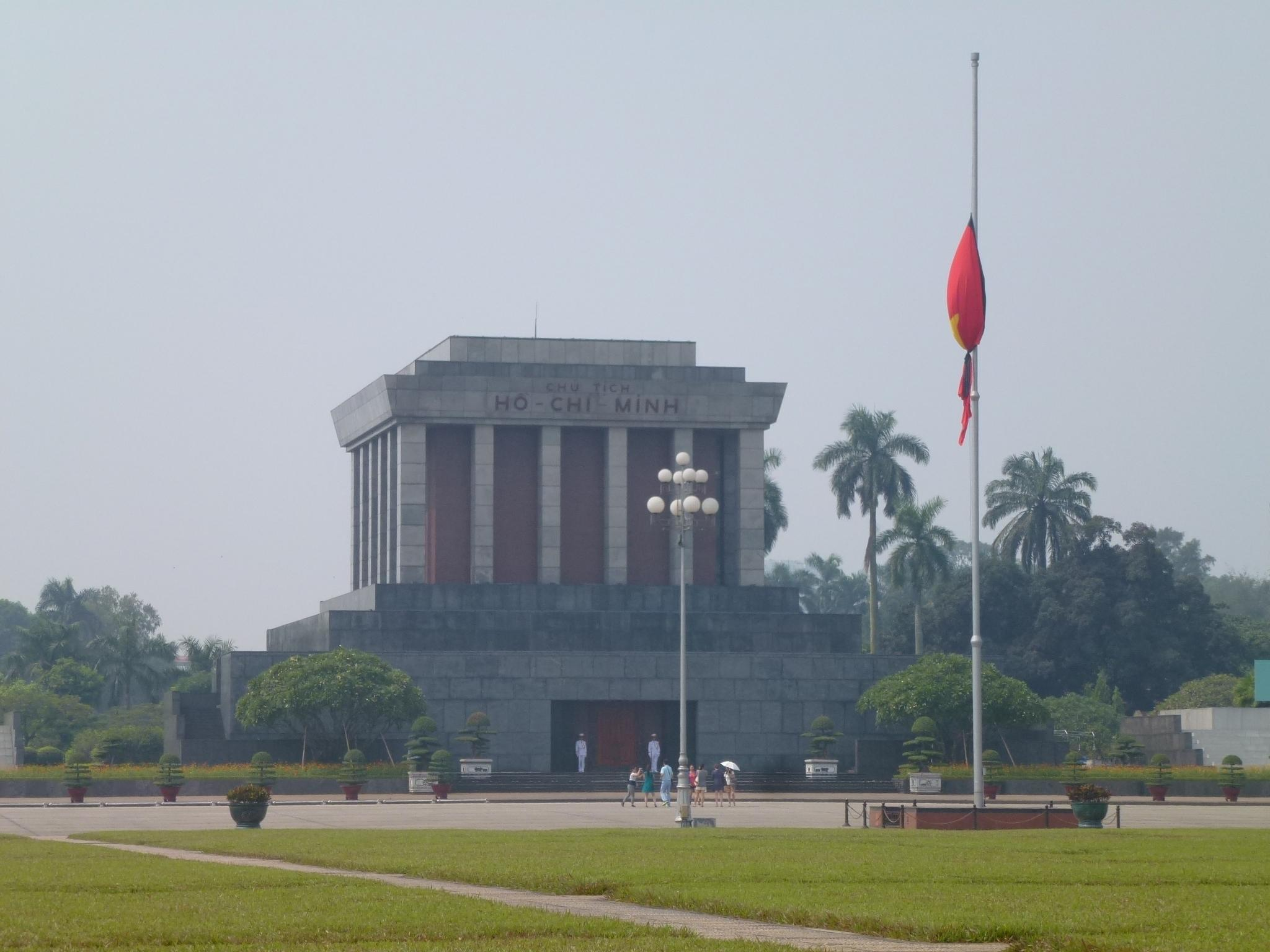
Cờ rủ trên Quảng trường Ba Đình trong ngày quốc tang Đại tướng Võ Nguyên Giáp, ngày 12 tháng 10 năm 2013

Quốc kỳ Việt Nam được treo rủ khi có quốc tang. Cách thức treo cờ rủ ở Việt Nam có sự thay đổi theo thời gian:
- Trước năm 2013 quy định cờ rủ treo trên đỉnh cột cờ, có dải băng tang đen, kích thước bằng 1/10 chiều rộng lá cờ, chiều dài tối đa bằng chiều dài lá cờ, dùng băng vải đen buộc không để cờ bay.
- Từ năm 2013 quy định cờ rủ treo đến ⅔ cột cờ tính từ gốc cột cờ lên, có dải băng tang đen, kích thước bằng 1/10 chiều rộng lá cờ, chiều dài tối đa bằng chiều dài lá cờ, dùng băng vải đen buộc không để cờ bay.

Theo đó, cán bộ đã và đang giữ một chức vụ thuộc "Lãnh đạo chủ chốt của Đảng, Nhà nước" (hay còn biết tới là "Tứ trụ"), sau khi qua đời thì quốc kỳ được treo rủ:
- Tổng Bí thư Ban Chấp hành Trung ương Đảng Cộng sản Việt Nam
- Chủ tịch nước Cộng hòa Xã hội chủ nghĩa Việt Nam
- Thủ tướng Chính phủ nước Cộng hòa Xã hội chủ nghĩa Việt Nam
- Chủ tịch Quốc hội nước Cộng hòa Xã hội chủ nghĩa Việt Nam

Ngoài ra, Bộ Chính trị quyết định việc tổ chức lễ Quốc tang đối với các chức vụ sau:
- Cán bộ cấp cao khác có quá trình đóng góp và công lao to lớn đối với sự nghiệp cách mạng của Đảng, Nhà nước và nhân dân, có uy tín lớn trong nước và quốc tế (như Võ Nguyên Giáp)
- Nguyên thủ hoặc người đứng đầu chính phủ hoặc các cán bộ cao cấp khác ở các quốc gia mà Việt Nam có quan hệ ngoại giao qua đời (như Fidel Castro)
- Các đồng bào thiệt mạng do thảm họa thiên tai trong nước hoặc thảm họa thiên tai ở các quốc gia có người Việt hoặc Việt kiều thiệt mạng.

Khi kết thúc quốc tang, cờ rủ được hạ xuống, gỡ dải băng đen ra khỏi lá cờ và sau đó thăng lên đỉnh cột như bình thường.

### Danh mục
- Viện Sử học (2001). Lịch sử Việt Nam. tập 1. Hà Nội: Nhà xuất bản Khoa học xã hội.